# Архелозавры
Архелозавры (лат. Archelosauria) — клада рептилий, включающая в себя черепах, архозавров и их ближайших вымерших родственников, но не лепидозавров. Большинство филогенетических анализов, основанных на молекулярных данных (например, ДНК и белках), подтверждают родство между черепахами и архозаврами. С другой стороны, архелозавры не были подтверждены большинством морфологических анализов, которые вместо этого обнаружили, что черепахи либо являются потомками парарептилий, рано расходящихся диапсидов, не входящих в заврий, или близкие родственники лепидозавров, не входящие в Ankylopoda.

## Классификация

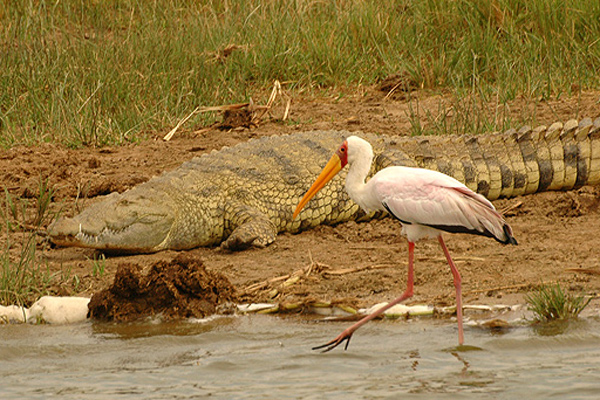
Современные представители архозавров: крокодилы и птицы

Многочисленные выравнивания последовательностей ДНК и последовательностей белков и филогенетические выводы показали, что черепахи являются ближайшими живыми родственниками птиц и крокодилов. В геноме имеется около 1000 ультраконсервативных элементов, которые являются уникальными для черепах и архозавров, но которые не обнаружены у лепидозавров. Другие общегеномные анализы также подтверждают эту группировку.

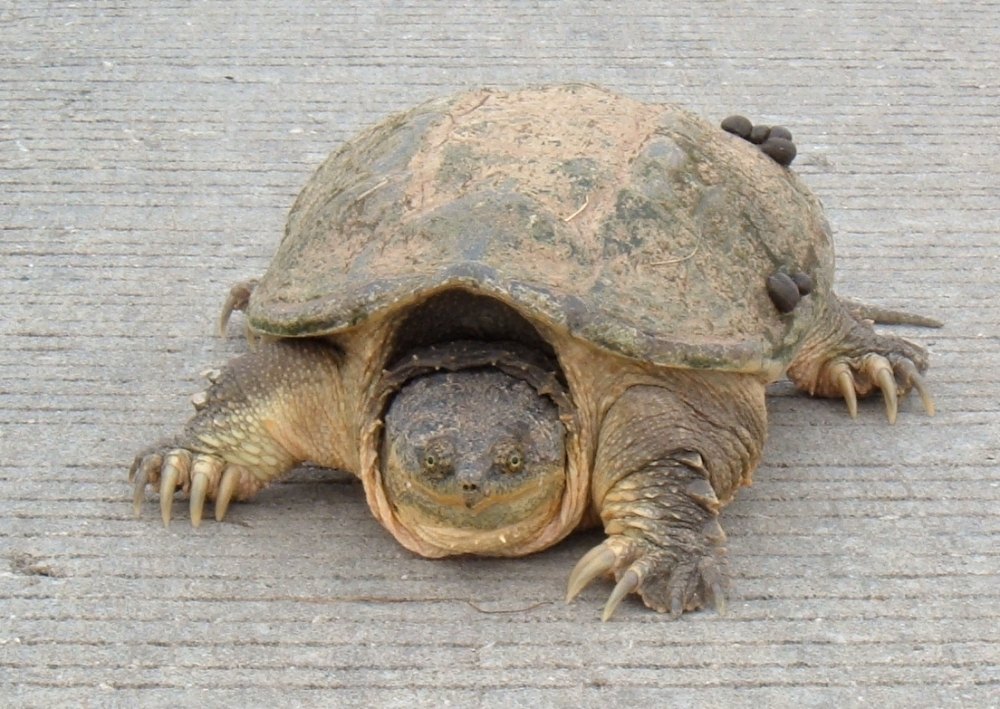
Каймановая черепаха

Архелозавры были названы в статье 2015 года Кроуфордом и др. Название применяется архозавров и черепах, как двух последних живых подгруппах клады. Кроуфорд и др. определили Archelosauria как кладу, образованную потомками последнего общего предка нильского крокодила и средиземноморской черепахи. Статья 2021 года Джойса и др. изменила определение, специально исключив прыткую ящерицу из группы.
Архелозавры были отнесены к завриям, как сестринская группа лепидозавров (ящерицы, змеи, двуходки, гаттерия).

### Филогения

Рептилии в традиционном понимании являются парафилетической группой. С точки зрения филогенетической систематики, из этой группы следует исключить родственников млекопитающих («зверообразных рептилий») и включить в неё птиц, либо выделить новый таксон завропсид, включающий как традиционных рептилий (кроме «зверообразных»), так и птиц.

Точное происхождение черепах оспаривается. Считалось, что они были единственной сохранившейся ветвью древней эволюционной категории Anapsida, которая включает такие группы, как проколофониды и парейазавры. У всех анапсидов в черепах отсутствует височное отверстие, в то время как у всех других живых амниот височные отверстия имеются. Позже было высказано предположение, что анапсидоподобные черепа черепах могут быть результатом обратной эволюции, а не анапсидного происхождения. Ископаемые остатки свидетельствуют, что ранние базальные черепахи обладали небольшими височными отверстиями.
Некоторые ранние морфологические филогенетические исследования помещают черепах ближе к Lepidosauria (ящерицы и змеи), чем к Archosauria (крокодилы и птицы). Напротив, несколько молекулярных исследований помещают черепах либо в состав архозавров, или, чаще всего в качестве сестринской группы по отношению к существующим архозаврам, хотя анализ, проведенный Тайлером Лайсоном и его коллегами (2012) вместо этого восстановил черепах как сестринскую группу лепидозавров. Дата эволюционного разделения предков черепах, птиц и крокодилов оценивается в 255 миллионов лет назад во время пермского периода. Николас Кроуфорд и его коллеги (2012) также обнаружили, что черепахи ближе к птицам и крокодилам, проводя филогенетическое исследование ультраконсервативных элементов (UCE) в геномном масштабе.
Несмотря на то, что традиционно черепахи рассматривались как анапсиды, все генетические исследования подтвердили гипотезу о том, что черепахи — это диапсиды с редуцированными височными окнами; некоторые авторы поместили черепах в группу лепидозавроморф, хотя более поздние исследования подтвердили родство черепах с архозаврами, с которыми их объединили внутри группы Archelosauria.
Используя предварительные (незавершенные) последовательности геномов зелёной морской черепахи и китайской черепахи с мягким панцирем, Чжуо Ван и его коллеги (2013) пришли к выводу, что черепахи являются сестринской группой крокодилов и птиц. Филогенетические взаимоотношения между главными группами рептилий согласно Crawford et al., 2015; все современные завропсиды относятся к завриям:
|           | Эузухии Крокодилы                                                    |
|           |                                                                      |
| Динозавры | \| \| †Птицетазовые \| \| \| \| \| \| Ящеротазовые Птицы \| \| \| \| |
|           | \| \| †Птицетазовые \| \| \| \| \| \| Ящеротазовые Птицы \| \| \| \| |
|           | †Птицетазовые                                                        |
|           |                                                                      |
|           | Ящеротазовые Птицы                                                   |
|           |                                                                      |

|  | †Птицетазовые      |
|  |                    |
|  | Ящеротазовые Птицы |
|  |                    |

|           | Эузухии Крокодилы                                                    |
|           |                                                                      |
| Динозавры | \| \| †Птицетазовые \| \| \| \| \| \| Ящеротазовые Птицы \| \| \| \| |
|           | \| \| †Птицетазовые \| \| \| \| \| \| Ящеротазовые Птицы \| \| \| \| |
|           | †Птицетазовые                                                        |
|           |                                                                      |
|           | Ящеротазовые Птицы                                                   |
|           |                                                                      |

|  | †Птицетазовые      |
|  |                    |
|  | Ящеротазовые Птицы |
|  |                    |

|  | Клювоголовые |
|  |              |
|  | Чешуйчатые   |
|  |              |

|           | Эузухии Крокодилы                                                    |
|           |                                                                      |
| Динозавры | \| \| †Птицетазовые \| \| \| \| \| \| Ящеротазовые Птицы \| \| \| \| |
|           | \| \| †Птицетазовые \| \| \| \| \| \| Ящеротазовые Птицы \| \| \| \| |
|           | †Птицетазовые                                                        |
|           |                                                                      |
|           | Ящеротазовые Птицы                                                   |
|           |                                                                      |

|  | †Птицетазовые      |
|  |                    |
|  | Ящеротазовые Птицы |
|  |                    |

|           | Эузухии Крокодилы                                                    |
|           |                                                                      |
| Динозавры | \| \| †Птицетазовые \| \| \| \| \| \| Ящеротазовые Птицы \| \| \| \| |
|           | \| \| †Птицетазовые \| \| \| \| \| \| Ящеротазовые Птицы \| \| \| \| |
|           | †Птицетазовые                                                        |
|           |                                                                      |
|           | Ящеротазовые Птицы                                                   |
|           |                                                                      |

|  | †Птицетазовые      |
|  |                    |
|  | Ящеротазовые Птицы |
|  |                    |

|  | Клювоголовые |
|  |              |
|  | Чешуйчатые   |
|  |              |

|           | Эузухии Крокодилы                                                    |
|           |                                                                      |
| Динозавры | \| \| †Птицетазовые \| \| \| \| \| \| Ящеротазовые Птицы \| \| \| \| |
|           | \| \| †Птицетазовые \| \| \| \| \| \| Ящеротазовые Птицы \| \| \| \| |
|           | †Птицетазовые                                                        |
|           |                                                                      |
|           | Ящеротазовые Птицы                                                   |
|           |                                                                      |

|  | †Птицетазовые      |
|  |                    |
|  | Ящеротазовые Птицы |
|  |                    |

|           | Эузухии Крокодилы                                                    |
|           |                                                                      |
| Динозавры | \| \| †Птицетазовые \| \| \| \| \| \| Ящеротазовые Птицы \| \| \| \| |
|           | \| \| †Птицетазовые \| \| \| \| \| \| Ящеротазовые Птицы \| \| \| \| |
|           | †Птицетазовые                                                        |
|           |                                                                      |
|           | Ящеротазовые Птицы                                                   |
|           |                                                                      |

|  | †Птицетазовые      |
|  |                    |
|  | Ящеротазовые Птицы |
|  |                    |

|  | Клювоголовые |
|  |              |
|  | Чешуйчатые   |
|  |              |

|           | Эузухии Крокодилы                                                    |
|           |                                                                      |
| Динозавры | \| \| †Птицетазовые \| \| \| \| \| \| Ящеротазовые Птицы \| \| \| \| |
|           | \| \| †Птицетазовые \| \| \| \| \| \| Ящеротазовые Птицы \| \| \| \| |
|           | †Птицетазовые                                                        |
|           |                                                                      |
|           | Ящеротазовые Птицы                                                   |
|           |                                                                      |

|  | †Птицетазовые      |
|  |                    |
|  | Ящеротазовые Птицы |
|  |                    |

|           | Эузухии Крокодилы                                                    |
|           |                                                                      |
| Динозавры | \| \| †Птицетазовые \| \| \| \| \| \| Ящеротазовые Птицы \| \| \| \| |
|           | \| \| †Птицетазовые \| \| \| \| \| \| Ящеротазовые Птицы \| \| \| \| |
|           | †Птицетазовые                                                        |
|           |                                                                      |
|           | Ящеротазовые Птицы                                                   |
|           |                                                                      |

|  | †Птицетазовые      |
|  |                    |
|  | Ящеротазовые Птицы |
|  |                    |

|  | Клювоголовые |
|  |              |
|  | Чешуйчатые   |
|  |              |